# Lista de doenças raras

## A
- Aagenaes (síndrome)
- Aarskog-Scott (síndrome)
- Aase-Smith (síndrome)
- Abruzzo-Erikson (síndrome)
- Adrenoleucodistrofia
- Acalvaria
- Acantose nigricans
- Acatalassemia
- Acidemia metilmalónica
- Acondroplasia
- Addison (doença)
- Aicardi (síndrome)
- Alexander (doença)
- Alagille (síndrome)
- Alcaptonúria
- Alice no País das Maravilhas (síndrome)
- Alopecia total
- Alport (síndrome)
- Amelia
- Amiloidose
- Anemia perniciosa
- Anemia de Fanconi
- Anencefalia
- Angelman (síndrome)
- Angioedema hereditário
- Aniridia
- Anomalia de Ebstein
- Anticorpo antifosfolipídeo (síndrome)
- Arlequim, doença de
- Aracnoidite
- Aracnoidite Adesiva
- Artogripose múltipla congénita
- Arbovirose
- Arnold-Chiari
- Arterite de Takayasu
- Asperger (síndrome)
- Aspergilose
- Astrocitoma
- Ataxia de Friedreich
- Amiotrofia muscular espinhal
- Autismo

## B
- Síndrome de Bolsecta
- Síndrome de Bartter
- Barth (síndrome)
- Beckwith-Wiedemann (síndrome)
- Síndrome de Budd-Chiari

## C
- Capgras
- Celíaca (doença)
- Charcot-Marie-Tooth (doença)
- Cistite intersticial
- Cotard
- Coats (doença)
- Curtis Laxa
- Cockayne (síndrome)
- Cornélia de Lange (síndrome)
- Costello (síndrome)
- Crest (síndrome)
- Cri-du-chat (síndrome)
- Cushing (síndrome)
- Citomegalovírus

## D
- Diabetes insípida
- Diabetes insípida nefrogénica
- Distonia
- Distrofia muscular de Duchenne
- Distrofia simpaticorreflexa
- Darier (doença)
- Doença de Crohn
- Drepanocitose
- Dubowitz (síndrome)
- Duplicação Craniofacial

## E
- Ehlers-Danlos (síndrome)
- Eisenmenger (doença)
- Ellis-Van Creveld (síndrome)
- Erdheim-Chester (doença)
- Epidermólise Bolhosa (EB)
- Endometriose
- Erotomania
- Esclerose cerebral difusa de Shilder
- Esclerose lateral amiotrófica
- Esclerose múltipla
- Esclerose tuberosa
- Espinha bífida
- Espondilite anquilosante
- Esquizencefalia

## F
- Fibrodisplasia ossificante progressiva
- Fabry (doença)
- Fenilcetonúria
- Fibrose quística

## G
- Gaucher (doença)
- Gêmeo Parasita (Fetus in fetu)
- Goodpasture (síndrome)
- Granulomatose de Wegener
- Guillain-Barré (síndrome)

## Hiperprolinemia
- Hallervorden-Spatz (síndrome)
- Hemoglobinúria paroxística noturna
- Hipertricose Lanuginosa Congênita (Síndrome do Homem Lobo)
- Hidroadenite suporativa
- Hiperidrose
- Hiperinsulinismo
- Hiperlisinemia
- Hiperplasia suprarrenal congénita
- Hipertensão pulmonar primária
- Hipertermia maligna
- Hipofibrinogenemia
- Hungtinton (doença)

Predefinição:Hemofilia
- Histiocitose

## I
- Ictiose lamelar congénita
- Insensibilidade congenita à dor com anidrose
- Intolerância à frutose

Imunodeficiência primária

## J
- Jerusalém (síndrome)
- Jarcho Levin (síndrome)

## K
- Kawasaki (síndrome)
- Klein-Waardenburg (síndrome)
- Klinefelter (síndrome)
- Klippel-Trenaunay (síndrome)
- Krabbe (síndrome)

## L
- Langer-Giedion (síndrome)
- Larsen (síndrome)
- Lesch-Nyhan (síndrome)
- Leucemia linfoide crônica
- Leucemia mieloblástica aguda
- Leucinose
- Leigh (doença)
- Leucodistrofia metabólica
- Linfangioliomiomatose pulmonar
- Lowe (síndrome)
- Lupus
- Lyme

## M
- Machado-Joseph (doença)
- Maldição de Ondina
- Mão Alheia (síndrome)
- Marfan (síndrome)
- Mastocitose
- Mayer-Rokitansky-Kuster-Hauser (síndrome)
- McCune–Albright (síndrome)
- Meige (síndrome)
- Miastenia
- Miastenia congénita
- Micro-oftalmia
- Mielite
- Miller-Dieker (síndrome)
- Mieloma múltiplo
- Miopatia miotubular
- Miopatia mitocondrial
- Miosite
- Moebius (síndrome)
- Morsier (síndrome)

## N
- Nevus
- Neurofibromatose tipo I
- Neurofibromatose tipo II
- Niemann-Pick (doença)
- Noonan (síndrome)
- Norrie (doença)

## O
- Osteopetrose
- Osteogênese Imperfeita

## P
- Paralisia cerebral infantil
- Parkinsonismo
- Patau (síndrome)
- Pfeiffer (síndrome)
- Plagiocefalia
- Porfiria metabólica
- Prader-Willi (síndrome)
- Proteus (síndrome)
- Pseudoxantoma elástico
- Púrpura trombocitopénica idiopática
- Phelan-McDermid (síndrome)
- Polidactilismo
- Progeria (Síndrome de Hutchinson-Guilford)
- Doença de Pompe
- Paivezher ou WIP - Necessidade de Rui Paiva

## Q
- Quimerismo

## R
- Rabo Humano (Rabo Vestigial)
- Retinoblastoma (tumor)
- Retocolite Ulcerativa
- Rett (síndrome)
- Retração Genital (síndrome)
- Riley-day (síndrome)
- Rubinstein-Taybi (síndrome)
- Síndrome de Robinow (síndrome)

## S
- Sarcoma de Ewing
- Shwachman-Diamond (síndrome)
- Sjögren (síndrome)
- Sinestesia
- Smith Magenis (síndrome)
- Smith-Lemli-Opitz (síndrome)
- Spoan (síndrome)
- Sotos (síndrome)
- Stargardt (doença)
- Stendhal (síndrome)
- Sturge-Weber (síndrome)
- Stuve-Wiedemann (síndrome)
- Swyer (síndrome)
- Susac (síndrome)

## T
- Tay-Sachs (doença)
- Tourette (síndrome)
- Trissomia 8
- Trissomia X
- Trissomia 18
- Trissomia 21
- Turner (síndrome)
- Trombastenia de Glanzmann
- Teratoma

## U
- Unha-patela (síndrome)
- Urticária aquagênica
- Útero Didelfo

## V
- Van der Knaap (síndrome)
- Vitiligo
- Vogt-Koyanagi-Harada (síndrome)
- Von Hippel-Lindau (síndrome)
- Von Willebrand (doença)

## W
- Waardenburg (síndrome)
- Weill Marchesani (síndrome)
- West (síndrome)
- Williams (síndrome)
- Wilson (doença)
- Wolf-Hirschhorn (síndrome)

## X
- X frágil (síndrome)
- Xantomatose cerebrotendinosa
- Xeroftalmia
- XYY (síndrome)

## Y yogsotramida
- Yersiniose

## Z
- Zellweger (síndrome)
- Zollinger-Ellison (síndrome)